# Шокальський Юлій Михайлович
Ю́лій Миха́йлович Шока́льський  (*17 жовтня 1856, Санкт-Петербург, Російська імперія — †1940, Ленінград, РРФСР, СРСР) — російський і радянський вчений-географ, океанограф, картограф. Генерал-лейтенант (1912). Президент Географічного товариства СРСР (1917—1931 рр.).

## Життєпис
Народився в сім'ї юриста. Матір'ю була Катерина, до шлюбу Керн — донька Анни Керн. Після закінчення 1873 року гімназії він вступив до морського училища, яке через п'ять років закінчив з Нахімовською премією за відмінні успіхи в навчанні.
1878 року Шокальський вступив до Морської академії.
Закінчивши 1880 року гідрографічний відділ Морської академії, Шокальський одержав призначення до Головного гідрографічного управління, а потім перейшов у Головну фізичну обсерваторію.
7 квітня 1882 року Юлія Михайловича обирають дійсним членом Російського географічного товариства.
З 1883 року Шокальський викладає в морському училищі.
Свою першу статтю Шокальський надрукував 1882 року в «Морском сборнике». 1883 року він написав передмову до першого тома наукової праці під назвою «Метеорологические наблюдения». Ці спостереження велися тоді на кораблях російського флоту.
Протягом 10 років Юлій Михайлович співробітничав з газетами «Правительственный вестник» і «Известия Географического общества», де повідомляв про всі новини географічної науки.
Влітку 1890 року Шокальського призначають керівником однієї з наукових експедицій, які мали своїм завданням досліджувати річку Тавду (притоку Тоболу) та її притоку Південну Сосьву з точки зору придатності їх для судноплавства.
Наприкінці 1890 року обійняв посаду завідувача Головної морської бібліотеки; на цій посаді він працював 17 років.
З 1894 року протягом дев'яти років Шокальський працює редактором щорічного наукового альманаху.
1895 року Шокальський їде делегатом на IV міжнародний географічний конгрес у Лондоні. На конгресі він прочитав доповідь про російські дослідження в Північному Льодовитому океані.
З 1901 по 1903 роки Шокальський досліджував Ладозьке озеро.
З 1907 року викладає фізичну географію в Педагогічному інституті і у Військово-морській академії. В академії він починає викладати океанографію.
Після революції Шокальському було доручено скласти плани робіт з морської метеорології та океанографії.
З 1923 року Шокальський організує докладні дослідження Чорного моря і створює в СРСР об'єднаний картографогеодезичний центр. Під його керівництвом в 1924 — 1927 роках на Чорному морі працювала науково-дослідна експедиція.
В 1935 — 1937 роках Юлій Михайлович готує до друку видання своєї праці «рос. Физическая океанография». У передмові до книги Шокальський впроваджує і обґрунтовує нове поняття «Світовий океан».
Юлію Михайловичу Шокальському належить ініціатива створення карти території СРСР в масштабі 1:1 000 000. Під його редакцією складено багато карт «рос. Атлас командира Красной Армии».
Ім'ям Шокальського названо дванадцять географічних об'єктів.